# Jakušovce
Jakušovce – wieś (obec) na Słowacji położona w kraju preszowskim, w powiecie Stropkov. Pierwsze wzmianki o miejscowości pochodzą z roku 1454.
Według danych z dnia 31 grudnia 2012, wieś zamieszkiwało 46 osób, w tym 26 kobiet i 20 mężczyzn.
W 2001 roku pod względem narodowości i przynależności etnicznej wieś zamieszkiwało 75,86% Słowaków oraz 24,14% Rusinów.
Ze względu na wyznawaną religię struktura mieszkańców kształtowała się w 2001 roku następująco:
- Katolicy rzymscy – 5,17%
- Grekokatolicy – 31,03%
- Prawosławni – 63,79%